# Prairie Dawn
Prairie Dawn (letteralmente "Alba di prateria"), chiamata nel doppiaggio italiano di Gioca con Sesamo Aurorabella è un personaggio dell'universo Muppet di Sesamo apriti, lei è una bambina di circa sette anni.
Lei è famosa per aver scritto spettacoli scolastici (ad esempio Il piccolo teatro di Sesame Street) per i suoi amici, per lo più Bert e Ernie, Herry, Grover, e Cookie Monster. Suona anche il pianoforte durante questi spettacoli.

## Dietro le quinte
È apparsa su Sesame Street nei primi anni settanta come personaggio secondario che con il progredire dello spettacolo divenne un personaggio più importante. La burattinaia di Prairie è Fran Brill e successivamente Stephanie D'Abruzzo.
Dalla 35ª alla 38ª stagione di Sesame Street, spesso comparve nei segmenti de La lettera del giorno dove spesso aiuta Cookie Monster.
Lei è una dei quattro protagonisti dello spin-off di Sesamo apriti, Gioca con Sesamo. Una versione più giovane di Prairie apparsa nel direct-to-video Sesame Beginnings, dove fece comparsa anche sua madre: Delta Dawn.